# NGC 2479
NGC 2479 je otvoreni skup u zviježđu Krmi. 

## Vanjske poveznice
- SEDS: NGC 2479